# Steven Defour
Steven Arnold Defour, född 15 april 1988, är en belgisk före detta fotbollsspelare.
Under sin professionella karriär spelade han för Genk, Standard Liège, Porto, RSC Anderlecht, Burnley, Royal Antwerp och Mechelen.
Han är sedan 2021 assisterande tränare för Mechelen.